# Stalag

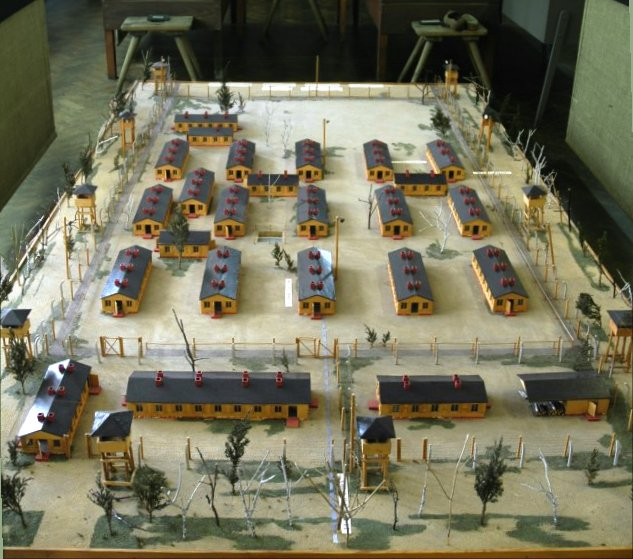
Maqueta del Stalag Luft III.

Stammlager (abreviado, Stalag) fue en el III Reich la denominación de un campo para prisioneros de guerra en la Segunda Guerra Mundial. La denominación exacta era Mannschaftsstamm und -straflager. En los Stalags podían ser internados, de acuerdo con la Convención de Ginebra de 1929, solo prisioneros de guerra, nunca civiles.
Al principio los Stalag estaban previstos como campos para tropa y suboficiales. En el curso de la guerra y con el aumento del número de prisioneros entraron en ellos también oficiales, que anteriormente y de acuerdo con la Convención de La Haya eran separados de su tropa, siendo enviados a los llamados Oflags.
Los Stalag y los campos de concentración nazis son realidades muy distintas, aunque existen puntos de contacto entre ellas. En cualquier caso, puede inducir a confusión que el término Stammlager (en el sentido de campo de procedencia) también se utilizó en ocasiones en relación con los campos de concentración nazis. Se refiere en tal caso a la unidad administrativa superior, de la cual pueden depender varios campos anejos, en algunos casos muy alejados del principal. Existe así una escala de subordinación dentro de los campos dependientes de la Inspección de los campos de concentración, que a veces se presta a equívocos.

## Stalags y trabajo forzado
Los Stalags sirvieron como centros de paso para prisioneros de guerra cuando tales presos se utilizaban para la economía de guerra, en Kommandos externos, minas y empresas industriales de todo tipo. Los presos soviéticos llegaban en trenes desde el Este y eran repartidos. Cuando pasaban a resultar inaptos para el trabajo, debido a los malos tratos, el exceso de trabajo, y el hambre, eran enviados de nuevo al Stalag. Una parte era destinada a trabajos agrícolas y otra moría.

## Denominación de los campos
En el III Reich había un total de diecisiete Wehrkreise (regiones militares) (WK). No existieron las denominadas WK XIV a WK XVI ni tampoco la WK XIX, de modo que la cifra más alta era WK XXI. La numeración de los campos usaba los números romanos de la región militar. Por ejemplo, el STALAG III B en Fürstenberg (Oder) era el segundo Stalag en la tercera región militar (WK III). 
Los campos ubicados fuera del territorio del Reich llevaban cifras arábigas.

## Stalag Luft
Stalag Luft era una denominación abreviada para Stammlager der Luftwaffe, Stalag de la Fuerza Aérea.
Fue conocido el Stalag Luft III, situado en un bosque en las cercanías de la ciudad de Sagan (hoy la ciudad polaca de: Żagań) en Baja Silesia, a unos 160 km al sudeste de Berlín. El Stalag Luft III se fundó en abril de 1943. Fue unos de los seis campos de prisioneros alemanes previstos especialmente para el creciente número de soldados de las fuerzas aéreas enemigas. Allí se encontraron hasta unos diez mil oficiales y suboficiales. 
En el Stalag (Luft) III tuvo lugar un espectacular intento de evasión que más tarde inspiró una producción cinematográfica, la cual lleva por título La gran evasión (The Great Escape): el 24 de marzo de 1944 setenta y seis presos aliados huyeron a través de Harry, un túnel de 110 m de largo y 10 m de profundidad. Los últimos fugitivos fueron capturados de nuevo a la salida del túnel y solo tres hombres consiguieron huir al final, quedando presos los otros setenta y tres. Por orden de Hitler (es la llamada Orden de Sagan), cincuenta de los capturados fueron fusilados. En 1947 un tribunal militar británico juzgó en Hamburgo a dieciocho de los participantes en la ejecución y el proceso terminó con catorce penas de muerte, de las cuales trece fueron ejecutadas.

## Dulag
Dulag es la abreviatura para Durchgangslager (campo de tránsito). Los Dulags servían para recoger los prisioneros de guerra y distribuirlos hacia los Stalags. Antes de ser denominados Dulags se les denominaba también "Front-Stalag".

## Campos de prisioneros de guerra de las Waffen-SS
Al comenzar la guerra contra la Unión Soviética, Hitler ordenó a Himmler, a la vez que asegurar los territorios conquistados, construir el Campo de prisioneros de guerra de las Waffen-SS Lublin, que más tarde siguió funcionando como Konzentrationslager Lublin, todavía bajo la jefatura como comandante del Standartenführer Koch. Igualmente hubo en Auschwitz-Birkenau un campo de prisioneros de guerra para soldados soviéticos.

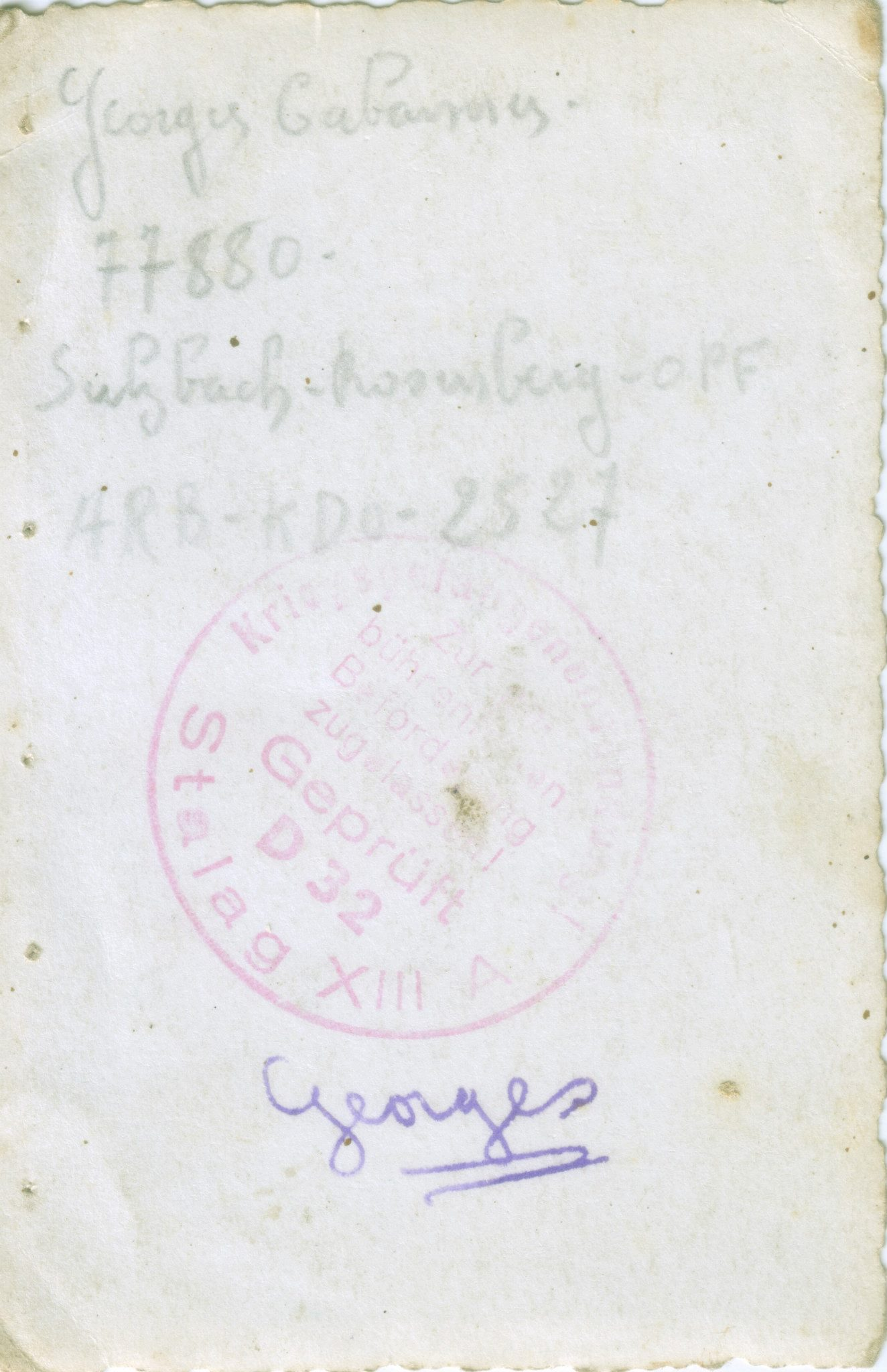
Carte Stalag XIII